# Calthropellidae
Calthropellidae é uma família de esponjas marinhas da ordem Astrophorida.

## Gêneros
- Calthropella Sollas, 1888
- Chelotropella Lendenfeld, 1907
- Pachastrissa Lendenfeld, 1903
- Pachataxa de Laubenfels, 1936